# Cantons del Puèi Domat
Els Cantons del Puèi Domat (Alvèrnia-Roine-Alps) són 61 i s'agrupen en 5 districtes:
- Districte d'Embèrt - 8 cantons, sotsprefectura: Embèrt :
cantó d'Embèrt - cantó d'Arlanc - cantó de Cunlhat - cantó d'Olhèrgas - cantó de Sant Amanç-Ròcha Savina - cantó de Sant Antelmes - cantó de Sant German de l'Erm - cantó de Vivairòls

- Districte de Clarmont d'Alvèrnia - 25 cantons, prefectura: Clarmont d'Alvèrnia :
cantó d'Aubièra - cantó de Belmont - cantó de Bilhom - cantó de Borg Lastic - cantó de Chamalèira - cantó de Clarmont d'Alvèrnia Centre - cantó de Clarmont d'Alvèrnia Est - cantó de Clarmont d'Alvèrnia Nord - cantó de Clarmont d'Alvèrnia Nord-Oest - cantó de Clarmont d'Alvèrnia Oest - cantó de Clarmont d'Alvèrnia Sud - cantó de Clarmont d'Alvèrnia Sud-Est - cantó de Clarmont d'Alvèrnia Sud-Oest - cantó de Cornon d'Auvernha - cantó de Gersat - cantó d'Erment - cantó de Montferrand - cantó de Pont del Chastèl - cantó de Ròchafòrt - cantó de Roiat - cantó de Sant Amanç-Talenda - cantó de Sant Dier d'Auvèrnha - cantó de Verteson - cantó de Veira-Monton - cantó de Vic del Comte

- Districte de Suire - 9 cantons, sotsprefectura: Suire :
cantó d'Ardes - cantó de Bessa e Sant Anastasía - cantó de Campels - cantó de Suire - cantó de los Gemèis - cantó de Sant German de Lembron - cantó de Sauxillanges - cantó de Tauvas - cantó de La Tor d'Auvernha

- Districte de Riam - 13 cantons, sotsprefectura: Riam :
cantó d'Aigapersa - cantó de Combaronda - cantó d'Enesat - cantó de Manzac - cantó de Menat - cantó de Montagut - cantó de Pionçat - cantó de Pontaumur - cantó de Pontgibaud - cantó de Randans - cantó de Riam Est - cantó de Riam Oest - cantó de Sant Gervais d'Auvernha

- Districte de Tièrn - 6 cantons, sotsprefectura: Tièrn :
cantó de Casteldon - cantó de Corpièra - cantó de Lesós - cantó de Maringas - cantó de Sant Romièg sus Duròla - cantó de Tièrn